# Dél-Ázsia főbb helyneveinek listája

Főbb indiai településnevek magyaros átírásban, a KNMH, OH., WP:ÚJIND és WP:DRAVIDA alapján

Az alábbi lista Dél-Ázsia következő államainak főbb helyneveit tartalmazza a WP:ÚJIND, WP:DRAVIDA, KNMH ajánlásai alapján: India, Pakisztán, Srí Lanka, Banglades, Nepál, Bhután.
Azoknál a helyneveknél, ahol több tartomány vagy terület is fel van tüntetve, mindegyikben van azonos nevű település. Kasmír – vitatott terület  – indiai tartományként szerepel Dzsammu és Kasmír néven.
Általános átírási szabályként a következő helynévi végződések az alábbiak szerint írandók:
- -nagar, -sahar, -ábád, -pur, -puram (város)  (pl. Abbotábád, Dzsainagar)
- -garh (erőd) (pl. Csandígarh)
- -gáon, -grám (falu) pl. (Rádzsnandgáon, Kurigrám)
- -gandzs (piac) (pl. Dzsamálpurgandzs)

A táblázat sorai a nyilakra kattintva rendezhetők. Több oszlop szerinti rendezéshez az elsődleges oszlop rendezése után a Shift-gomb lenyomása mellett kell kattintani a második oszlopnál lévő nyilakra, ami szerint rendezni akarunk. A fölfelé mutató nyíl jelenti az ABC-sorrendet, a lefelé mutató ennek fordítottja. (Az ékezettel kezdődő nevek sajnos a lista végén jelennek meg.)
| Helynév                                    | Tartomány, terület                   | Ország                      |
| ------------------------------------------ | ------------------------------------ | --------------------------- |
| Haidarábád                                 | Ándhra Prades                        | India                       |
| Hiderábád                                  |                                      | Pakisztán                   |
| Bhadrácsalam                               | Ándhra Prades                        | India                       |
| Bhongir                                    | Ándhra Prades                        | India                       |
| Csittúr                                    | Ándhra Prades                        | India                       |
| Dharmávaram                                | Ándhra Prades                        | India                       |
| Dhona                                      | Ándhra Prades                        | India                       |
| Dornakal                                   | Ándhra Prades                        | India                       |
| Dzsagtial                                  | Ándhra Prades                        | India                       |
| Gadvál                                     | Ándhra Prades                        | India                       |
| Giddalúr                                   | Ándhra Prades                        | India                       |
| Gokonda                                    | Ándhra Prades                        | India                       |
| Gudijatham                                 | Ándhra Prades                        | India                       |
| Gudiváda                                   | Ándhra Prades                        | India                       |
| Gudur                                      | Ándhra Prades                        | India                       |
| Guntakal                                   | Ándhra Prades                        | India                       |
| Guntúr                                     | Ándhra Prades                        | India                       |
| Gúti                                       | Ándhra Prades                        | India                       |
| Hanámkonda                                 | Ándhra Prades                        | India                       |
| Hindupur                                   | Ándhra Prades                        | India                       |
| Huzúrnagar                                 | Ándhra Prades                        | India                       |
| Iccshápuram                                | Ándhra Prades                        | India                       |
| Janam                                      | Ándhra Prades                        | India                       |
| Kákináda                                   | Ándhra Prades                        | India                       |
| Kalvakurti                                 | Ándhra Prades                        | India                       |
| Kambam                                     | Ándhra Prades                        | India                       |
| Kandukúr                                   | Ándhra Prades                        | India                       |
| Kanigiri                                   | Ándhra Prades                        | India                       |
| Karímnagar                                 | Ándhra Prades                        | India                       |
| Kárnul                                     | Ándhra Prades                        | India                       |
| Katapuram                                  | Ándhra Prades                        | India                       |
| Kávali                                     | Ándhra Prades                        | India                       |
| Kázipet                                    | Ándhra Prades                        | India                       |
| Khammám                                    | Ándhra Prades                        | India                       |
| Kottagudem                                 | Ándhra Prades                        | India                       |
| Kuddapa                                    | Ándhra Prades                        | India                       |
| Madugula                                   | Ándhra Prades                        | India                       |
| Mahbúbnagar                                | Ándhra Prades                        | India                       |
| Manthani                                   | Ándhra Prades                        | India                       |
| Medak                                      | Ándhra Prades                        | India                       |
| Nájudupet                                  | Ándhra Prades                        | India                       |
| Nalgonda                                   | Ándhra Prades                        | India                       |
| Nandjál                                    | Ándhra Prades                        | India                       |
| Nárájanpet                                 | Ándhra Prades                        | India                       |
| Naraszannapet                              | Ándhra Prades                        | India                       |
| Naraszaráopet                              | Ándhra Prades                        | India                       |
| Narszapur                                  | Ándhra Prades                        | India                       |
| Nellúr                                     | Ándhra Prades                        | India                       |
| Nirmal                                     | Ándhra Prades                        | India                       |
| Nizámábád                                  | Ándhra Prades                        | India                       |
| Nizámpatam                                 | Ándhra Prades                        | India                       |
| Ongole                                     | Ándhra Prades                        | India                       |
| Pakala                                     | Ándhra Prades                        | India                       |
| Pákhál                                     | Ándhra Prades                        | India                       |
| Pálkonda                                   | Ándhra Prades                        | India                       |
| Párvatipuram                               | Ándhra Prades                        | India                       |
| Pattikonda                                 | Ándhra Prades                        | India                       |
| Penukonda                                  | Ándhra Prades                        | India                       |
| Porumamilla                                | Ándhra Prades                        | India                       |
| Proddatúr                                  | Ándhra Prades                        | India                       |
| Rádzsamundri                               | Ándhra Prades                        | India                       |
| Rájacsoti                                  | Ándhra Prades                        | India                       |
| Rájadurgam                                 | Ándhra Prades                        | India                       |
| Rápur                                      | Ándhra Prades                        | India                       |
| Repalle                                    | Ándhra Prades                        | India                       |
| Szekunderábád                              | Ándhra Prades                        | India                       |
| Szingareni                                 | Ándhra Prades                        | India                       |
| Szirpur                                    | Ándhra Prades                        | India                       |
| Szríkákulam                                | Ándhra Prades                        | India                       |
| Szúlúpet                                   | Ándhra Prades                        | India                       |
| Tádpatri                                   | Ándhra Prades                        | India                       |
| Tandúr                                     | Ándhra Prades                        | India                       |
| Tanuku                                     | Ándhra Prades                        | India                       |
| Tekkali                                    | Ándhra Prades                        | India                       |
| Tenáli                                     | Ándhra Prades                        | India                       |
| Tirupati                                   | Ándhra Prades                        | India                       |
| Tuni                                       | Ándhra Prades                        | India                       |
| Udajagiri                                  | Ándhra Prades                        | India                       |
| Vajalpad                                   | Ándhra Prades                        | India                       |
| Varangal                                   | Ándhra Prades                        | India                       |
| Venkatapuram                               | Ándhra Prades                        | India                       |
| Vidzsajaváda                               | Ándhra Prades                        | India                       |
| Visákhápatnam (volt: Vizagapatam)          | Ándhra Prades                        | India                       |
| Elúru                                      | Ándhra Prades                        | India                       |
| Addatigala                                 | Ándhra Prades                        | India                       |
| Ádilábád                                   | Ándhra Prades                        | India                       |
| Adoni                                      | Ándhra Prades                        | India                       |
| Álampur                                    | Ándhra Prades                        | India                       |
| Amalápuram                                 | Ándhra Prades                        | India                       |
| Anakápalli                                 | Ándhra Prades                        | India                       |
| Anantapur                                  | Ándhra Prades                        | India                       |
| Arrnagáon                                  | Ándhra Prades                        | India                       |
| Ászifábád                                  | Ándhra Prades                        | India                       |
| Átmakúr                                    | Ándhra Prades                        | India                       |
| Avanigedda                                 | Ándhra Prades                        | India                       |
| Bandar (Macsilipatnam)                     | Ándhra Prades                        | India                       |
| Bápatla                                    | Ándhra Prades                        | India                       |
| Borgampad                                  | Ándhra Prades                        | India                       |
| Macsilipatnam lásd: Bandar                 | Ándhra Prades                        | India                       |
| Along                                      | Arunácsal Prades                     | India                       |
| Amili                                      | Arunácsal Prades                     | India                       |
| Bomdila                                    | Arunácsal Prades                     | India                       |
| Bruini                                     | Arunácsal Prades                     | India                       |
| Csenkang                                   | Arunácsal Prades                     | India                       |
| Dzsido                                     | Arunácsal Prades                     | India                       |
| Kebang                                     | Arunácsal Prades                     | India                       |
| Marniu                                     | Arunácsal Prades                     | India                       |
| Mebu                                       | Arunácsal Prades                     | India                       |
| Miging                                     | Arunácsal Prades                     | India                       |
| Murkong-Szelok                             | Arunácsal Prades                     | India                       |
| Tavang                                     | Arunácsal Prades                     | India                       |
| Hapoli lásd: Száma                         | Arunácsal Prades                     | India                       |
| Száma (Hapoli)                             | Arunácsal Prades                     | India                       |
| Dzsido                                     | Arunácsal Prades                     | India, Bhután               |
| Balipara                                   | Asszám                               | India                       |
| Barpeta                                    | Asszám                               | India                       |
| Bidzsni                                    | Asszám                               | India                       |
| Devingiri                                  | Asszám                               | India                       |
| Dhubri                                     | Asszám                               | India                       |
| Dibrugarh                                  | Asszám                               | India                       |
| Digboi                                     | Asszám                               | India                       |
| Dzsorhat                                   | Asszám                               | India                       |
| Gauháti                                    | Asszám                               | India                       |
| Golághát                                   | Asszám                               | India                       |
| Lakhímpur                                  | Asszám                               | India                       |
| Lámding                                    | Asszám                               | India                       |
| Ledo                                       | Asszám                               | India                       |
| Sibszágar                                  | Asszám                               | India                       |
| Szadija                                    | Asszám                               | India                       |
| Szilcsar                                   | Asszám                               | India                       |
| Szilghát                                   | Asszám                               | India                       |
| Tangía                                     | Asszám                               | India                       |
| Tedzsu                                     | Asszám                               | India                       |
| Tezpur                                     | Asszám                               | India                       |
| Tinszukija                                 | Asszám                               | India                       |
| Gvalpara                                   | Asszám                               | India, Pakisztán, Banglades |
| Naugáon                                    | Asszám, Madhja Prades                | India                       |
| Szundarbansz                               | Banglades, Nyugat-Bengál             | Banglades, India            |
| Nászirábád                                 | Banglades, Rádzsasztán               | Banglades, India            |
| Navábgandzs                                | Banglades, Uttar Prades              | Banglades, India            |
| Szimla                                     | Nyugat-Bengál, Himácsal Prades       | India                       |
| Kátva                                      | Nyugat-Bengál, Dzsammu és Kasmír     | India                       |
| Dzsainagar (Dzsajnagar)                    | Nyugat-Bengál, Madhja Prades, Nepál  | India, Nepál                |
| Dzsaipur (Dzsajpur)                        | Nyugat-Bengál, Orisza, Rádzsasztán   | India                       |
| Kandi                                      | Nyugat-Bengál, Srí Lanka             | Srí Lanka                   |
| Ára                                        | Bihár                                | India                       |
| Bánkípur                                   | Bihár                                | India                       |
| Barszoi                                    | Bihár                                | India                       |
| Betija                                     | Bihár                                | India                       |
| Bhágalpur                                  | Bihár                                | India                       |
| Bihár                                      | Bihár                                | India                       |
| Bokáro                                     | Bihár                                | India                       |
| Csáibásza                                  | Bihár                                | India                       |
| Csakradharpur                              | Bihár                                | India                       |
| Csapra                                     | Bihár                                | India                       |
| Csatra                                     | Bihár                                | India                       |
| Daltongandzs                               | Bihár                                | India                       |
| Darbhanga                                  | Bihár                                | India                       |
| Dhanbád                                    | Bihár                                | India                       |
| Dinapur                                    | Bihár                                | India                       |
| Dumka                                      | Bihár                                | India                       |
| Dzsamsedpur                                | Bihár                                | India                       |
| Dzsamui                                    | Bihár                                | India                       |
| Dzshaira                                   | Bihár                                | India                       |
| Dzsogbáni                                  | Bihár                                | India                       |
| Gajá                                       | Bihár                                | India                       |
| Garva                                      | Bihár                                | India                       |
| Girídíh                                    | Bihár                                | India                       |
| Hazáribág                                  | Bihár                                | India                       |
| Katihár                                    | Bihár                                | India                       |
| Khúnti                                     | Bihár                                | India                       |
| Lohardagga                                 | Bihár                                | India                       |
| Madhubáni                                  | Bihár                                | India                       |
| Manihári                                   | Bihár                                | India                       |
| Motihári                                   | Bihár                                | India                       |
| Muzaffarpur                                | Bihár                                | India                       |
| Pakaur                                     | Bihár                                | India                       |
| Parerkala                                  | Bihár                                | India                       |
| Pátaliputra ma: Patna                      | Bihár                                | India                       |
| Patna vö: Pátaliputra                      | Bihár                                | India                       |
| Púrnija                                    | Bihár                                | India                       |
| Rádzsmahal                                 | Bihár                                | India                       |
| Ráncsi                                     | Bihár                                | India                       |
| Száhibgandzs                               | Bihár                                | India                       |
| Szamasztipur                               | Bihár                                | India                       |
| Szaszáram                                  | Bihár                                | India                       |
| Szimdega                                   | Bihár                                | India                       |
| Szinghbhúm                                 | Bihár                                | India                       |
| Szirámpur                                  | Bihár                                | India                       |
| Szítámarhi                                 | Bihár                                | India                       |
| Sziván                                     | Bihár                                | India                       |
| Torpa                                      | Bihár                                | India                       |
| Tulszihat                                  | Bihár                                | India                       |
| Palászi (volt: Plassey)                    | Bihár                                | India                       |
| Aurangábád                                 | Bihár, Madhja Prades                 | India                       |
| Devgarh                                    | Bihár, Maharástra, Orisza            | India                       |
| Hadra                                      | Dadra és Nagar Haveli                | India                       |
| Szilvásza                                  | Dadra és Nagar Haveli                | India                       |
| Aligandzs                                  | Delhi                                | India                       |
| Darjágandzs                                | Delhi                                | India                       |
| Dzshíl-Kuranga                             | Delhi                                | India                       |
| Pahargandzs                                | Delhi                                | India                       |
| Patpargandzs                               | Delhi                                | India                       |
| Puránakila                                 | Delhi                                | India                       |
| Sáhdára                                    | Delhi                                | India                       |
| Delhi                                      | Delhi                                | India                       |
| Újdelhi                                    | Delhi                                | India                       |
| Akhnúr                                     | Dzsammu és Kasmír                    | India                       |
| Anantnág                                   | Dzsammu és Kasmír                    | India                       |
| Arthal                                     | Dzsammu és Kasmír                    | India                       |
| Báramúla                                   | Dzsammu és Kasmír                    | India                       |
| Bhádarva                                   | Dzsammu és Kasmír                    | India                       |
| Csár                                       | Dzsammu és Kasmír                    | India                       |
| Csilász                                    | Dzsammu és Kasmír                    | India                       |
| Csumar                                     | Dzsammu és Kasmír                    | India                       |
| Demcsok                                    | Dzsammu és Kasmír                    | India                       |
| Hanle                                      | Dzsammu és Kasmír                    | India                       |
| Jaszin                                     | Dzsammu és Kasmír                    | India                       |
| Kargil                                     | Dzsammu és Kasmír                    | India                       |
| Kathua                                     | Dzsammu és Kasmír                    | India                       |
| Khapalu                                    | Dzsammu és Kasmír                    | India                       |
| Kurgiákh                                   | Dzsammu és Kasmír                    | India                       |
| Ladak                                      | Dzsammu és Kasmír                    | India                       |
| Loma                                       | Dzsammu és Kasmír                    | India                       |
| Murga                                      | Dzsammu és Kasmír                    | India                       |
| Muzaffarábád                               | Dzsammu és Kasmír                    | India                       |
| Padam                                      | Dzsammu és Kasmír                    | India                       |
| Páncs                                      | Dzsammu és Kasmír                    | India                       |
| Rijászi                                    | Dzsammu és Kasmír                    | India                       |
| Rondu                                      | Dzsammu és Kasmír                    | India                       |
| Sigar                                      | Dzsammu és Kasmír                    | India                       |
| Sjok                                       | Dzsammu és Kasmír                    | India                       |
| Susál                                      | Dzsammu és Kasmír                    | India                       |
| Szkardu                                    | Dzsammu és Kasmír                    | India                       |
| Szoszt                                     | Dzsammu és Kasmír                    | India                       |
| Szrinagar                                  | Dzsammu és Kasmír                    | India                       |
| Tánksze                                    | Dzsammu és Kasmír                    | India                       |
| Teru                                       | Dzsammu és Kasmír                    | India                       |
| Thandi                                     | Dzsammu és Kasmír                    | India                       |
| Udhampur                                   | Dzsammu és Kasmír                    | India                       |
| Uj-Mirpur                                  | Dzsammu és Kasmír                    | India                       |
| Kanakona                                   | Goa                                  | India                       |
| Mapuka                                     | Goa                                  | India                       |
| Margáon                                    | Goa                                  | India                       |
| Marmagáo                                   | Goa                                  | India                       |
| Pandzsim ma: Panadzsi                      | Goa                                  | India                       |
| Panadzsi vö: Pandzsim                      | Goa                                  | India                       |
| Ahmadábád                                  | Gudzsarát                            | India                       |
| Ahva                                       | Gudzsarát                            | India                       |
| Amréli                                     | Gudzsarát                            | India                       |
| Andzsar                                    | Gudzsarát                            | India                       |
| Anklesvar                                  | Gudzsarát                            | India                       |
| Baroda ma: Vadodara                        | Gudzsarát                            | India                       |
| Bhátia                                     | Gudzsarát                            | India                       |
| Bhávnagar                                  | Gudzsarát                            | India                       |
| Bhogat                                     | Gudzsarát                            | India                       |
| Bhudzs                                     | Gudzsarát                            | India                       |
| Botad                                      | Gudzsarát                            | India                       |
| Brocs                                      | Gudzsarát                            | India                       |
| Bulszár                                    | Gudzsarát                            | India                       |
| Cshota-Undepur                             | Gudzsarát                            | India                       |
| Dabhoi                                     | Gudzsarát                            | India                       |
| Desza                                      | Gudzsarát                            | India                       |
| Dharángadhra                               | Gudzsarát                            | India                       |
| Dhári                                      | Gudzsarát                            | India                       |
| Dhasza                                     | Gudzsarát                            | India                       |
| Dholka                                     | Gudzsarát                            | India                       |
| Dhorádzsi                                  | Gudzsarát                            | India                       |
| Dhrol                                      | Gudzsarát                            | India                       |
| Dilváda                                    | Gudzsarát                            | India                       |
| Dohad                                      | Gudzsarát                            | India                       |
| Dúngarpur                                  | Gudzsarát                            | India                       |
| Dvárka                                     | Gudzsarát                            | India                       |
| Dzsafárábád                                | Gudzsarát                            | India                       |
| Dzsakhau                                   | Gudzsarát                            | India                       |
| Dzsambuszár                                | Gudzsarát                            | India                       |
| Dzsaszdán                                  | Gudzsarát                            | India                       |
| Dzsetpur                                   | Gudzsarát                            | India                       |
| Dzsunagádh                                 | Gudzsarát                            | India                       |
| Godhra                                     | Gudzsarát                            | India                       |
| Gogola                                     | Gudzsarát                            | India                       |
| Gondal                                     | Gudzsarát                            | India                       |
| Haridzs                                    | Gudzsarát                            | India                       |
| Idar                                       | Gudzsarát                            | India                       |
| Kádi                                       | Gudzsarát                            | India                       |
| Kalol                                      | Gudzsarát                            | India                       |
| Kambaj                                     | Gudzsarát                            | India                       |
| Kandla                                     | Gudzsarát                            | India                       |
| Kápadvandzs                                | Gudzsarát                            | India                       |
| Kharaghoda                                 | Gudzsarát                            | India                       |
| Khavda                                     | Gudzsarát                            | India                       |
| Khedbrahma                                 | Gudzsarát                            | India                       |
| Kodínár                                    | Gudzsarát                            | India                       |
| Kundia                                     | Gudzsarát                            | India                       |
| Lakhpat                                    | Gudzsarát                            | India                       |
| Lunaváda                                   | Gudzsarát                            | India                       |
| Mahuva                                     | Gudzsarát                            | India                       |
| Mangrol                                    | Gudzsarát                            | India                       |
| Mehszána                                   | Gudzsarát                            | India                       |
| Modasza                                    | Gudzsarát                            | India                       |
| Morvi                                      | Gudzsarát                            | India                       |
| Nabhairám                                  | Gudzsarát                            | India                       |
| Nadijád                                    | Gudzsarát                            | India                       |
| Nándod                                     | Gudzsarát                            | India                       |
| Navszari                                   | Gudzsarát                            | India                       |
| Okha                                       | Gudzsarát                            | India                       |
| Pátan                                      | Gudzsarát                            | India                       |
| Porbandar                                  | Gudzsarát                            | India                       |
| Rádhanpur                                  | Gudzsarát                            | India                       |
| Rádzskot                                   | Gudzsarát                            | India                       |
| Rander                                     | Gudzsarát                            | India                       |
| Szandhan                                   | Gudzsarát                            | India                       |
| Szantálpur                                 | Gudzsarát                            | India                       |
| Szidhpur                                   | Gudzsarát                            | India                       |
| Szomnáth                                   | Gudzsarát                            | India                       |
| Szongarh                                   | Gudzsarát                            | India                       |
| Szúrat                                     | Gudzsarát                            | India                       |
| Szurendranagar                             | Gudzsarát                            | India                       |
| Tánkhala                                   | Gudzsarát                            | India                       |
| Tharád                                     | Gudzsarát                            | India                       |
| Tuna                                       | Gudzsarát                            | India                       |
| Vadodara volt: Baroda                      | Gudzsarát                            | India                       |
| Veraval                                    | Gudzsarát                            | India                       |
| Vidzsapur                                  | Gudzsarát                            | India                       |
| Vírangam                                   | Gudzsarát                            | India                       |
| Dzsámnagar vö: Navánagar                   | Gudzsarát                            | India                       |
| Palanpur                                   | Gudzsarát, Himácsal Prades           | India                       |
| Ambála                                     | Harijána                             | India                       |
| Bhiváni                                    | Harijána                             | India                       |
| Csandígarh                                 | Harijána                             | India                       |
| Dzsagadhri                                 | Harijána                             | India                       |
| Dzsakhal                                   | Harijána                             | India                       |
| Dzsind                                     | Harijána                             | India                       |
| Gurgáon ma: Gurugrám                       | Harijána                             | India                       |
| Gurugrám (volt: Gurgáon)                   | Harijána                             | India                       |
| Hiszár                                     | Harijána                             | India                       |
| Hodal                                      | Harijána                             | India                       |
| Kaithal                                    | Harijána                             | India                       |
| Karnál                                     | Harijána                             | India                       |
| Loharu                                     | Harijána                             | India                       |
| Naranúl                                    | Harijána                             | India                       |
| Narvána                                    | Harijána                             | India                       |
| Pánipat                                    | Harijána                             | India                       |
| Rivari                                     | Harijána                             | India                       |
| Rotak                                      | Harijána                             | India                       |
| Szona (volt: Sohna)                        | Harijána                             | India                       |
| Csamba                                     | Himácsal Prades                      | India                       |
| Dankhar                                    | Himácsal Prades                      | India                       |
| Kalpa                                      | Himácsal Prades                      | India                       |
| Kángra                                     | Himácsal Prades                      | India                       |
| Kjelang                                    | Himácsal Prades                      | India                       |
| Mandi                                      | Himácsal Prades                      | India                       |
| Szabáthu                                   | Himácsal Prades                      | India                       |
| Dharamszala lásd: Dharmasála               | Himácsal Prades                      | India                       |
| Dharmasála vagy Dharamsala vö: Dharamszala | Himácsal Prades                      | India                       |
| Bilászpur                                  | Himácsal Prades, Madhja Prades       | India                       |
| Niláng                                     | Himácsal Prades, Uttar Prades        | India                       |
| Rámpur                                     | Himácsal Prades, Uttar Prades        | India                       |
| Navanagar lásd: Dzsámnagar                 | Karnátaka                            | India                       |
| Arszikere                                  | Karnátaka                            | India                       |
| Bágalkot                                   | Karnátaka                            | India                       |
| Bangalor ma: Bengaluru                     | Karnátaka                            | India                       |
| Bellári                                    | Karnátaka                            | India                       |
| Bengaluru volt: Bangalor                   | Karnátaka                            | India                       |
| Bhadrávati                                 | Karnátaka                            | India                       |
| Bhálki                                     | Karnátaka                            | India                       |
| Bhatkal                                    | Karnátaka                            | India                       |
| Bídar                                      | Karnátaka                            | India                       |
| Bídzsápur                                  | Karnátaka                            | India                       |
| Csámrádzsnagar                             | Karnátaka                            | India                       |
| Csikmagalúr                                | Karnátaka                            | India                       |
| Csitradurga                                | Karnátaka                            | India                       |
| Davangiri                                  | Karnátaka                            | India                       |
| Dzsamkhandi                                | Karnátaka                            | India                       |
| Gadag                                      | Karnátaka                            | India                       |
| Gerszoppa                                  | Karnátaka                            | India                       |
| Gulbarga (Kalaburagi)                      | Karnátaka                            | India                       |
| Gunalapet                                  | Karnátaka                            | India                       |
| Hászan                                     | Karnátaka                            | India                       |
| Haveri                                     | Karnátaka                            | India                       |
| Hirijúr                                    | Karnátaka                            | India                       |
| Holákere                                   | Karnátaka                            | India                       |
| Holillarszipur                             | Karnátaka                            | India                       |
| Honavar                                    | Karnátaka                            | India                       |
| Honnáli                                    | Karnátaka                            | India                       |
| Hoszdurga                                  | Karnátaka                            | India                       |
| Hoszpet                                    | Karnátaka                            | India                       |
| Hubli-Dharvár                              | Karnátaka                            | India                       |
| Ilkái                                      | Karnátaka                            | India                       |
| Indi                                       | Karnátaka                            | India                       |
| Jellápur                                   | Karnátaka                            | India                       |
| Jemmiganúr                                 | Karnátaka                            | India                       |
| Kadúr                                      | Karnátaka                            | India                       |
| Kárvár                                     | Karnátaka                            | India                       |
| Kolár                                      | Karnátaka                            | India                       |
| Kollegái                                   | Karnátaka                            | India                       |
| Koppá                                      | Karnátaka                            | India                       |
| Koppal                                     | Karnátaka                            | India                       |
| Kotturu                                    | Karnátaka                            | India                       |
| Kumta                                      | Karnátaka                            | India                       |
| Kustági                                    | Karnátaka                            | India                       |
| Londa                                      | Karnátaka                            | India                       |
| Maiszúr (volt: Mysore)                     | Karnátaka                            | India                       |
| Mangalor                                   | Karnátaka                            | India                       |
| Merkara                                    | Karnátaka                            | India                       |
| Mirdzsam                                   | Karnátaka                            | India                       |
| Mudgal                                     | Karnátaka                            | India                       |
| Mulki                                      | Karnátaka                            | India                       |
| Nandzsangud                                | Karnátaka                            | India                       |
| Puttúr                                     | Karnátaka                            | India                       |
| Rájcsúr                                    | Karnátaka                            | India                       |
| Rámdurg                                    | Karnátaka                            | India                       |
| Ránibennúr                                 | Karnátaka                            | India                       |
| Ron                                        | Karnátaka                            | India                       |
| Simoga                                     | Karnátaka                            | India                       |
| Szamvarpet                                 | Karnátaka                            | India                       |
| Szándúr                                    | Karnátaka                            | India                       |
| Szaundatti                                 | Karnátaka                            | India                       |
| Szavanúr                                   | Karnátaka                            | India                       |
| Szeram                                     | Karnátaka                            | India                       |
| Szira                                      | Karnátaka                            | India                       |
| Szrírangapatnam                            | Karnátaka                            | India                       |
| Szúrapur                                   | Karnátaka                            | India                       |
| Talguppa                                   | Karnátaka                            | India                       |
| Tálikot                                    | Karnátaka                            | India                       |
| Tirthalli                                  | Karnátaka                            | India                       |
| Tumkúr                                     | Karnátaka                            | India                       |
| Udipi                                      | Karnátaka                            | India                       |
| Vádi                                       | Karnátaka                            | India                       |
| Vidzsajanagar ma: Hampi                    | Karnátaka                            | India                       |
| Vírarádzsendrapet                          | Karnátaka                            | India                       |
| Szágar                                     | Karnátaka, Madhja Prades             | India                       |
| Aleppi                                     | Kerala                               | India                       |
| Andzsengo                                  | Kerala                               | India                       |
| Bádágara                                   | Kerala                               | India                       |
| Bekal                                      | Kerala                               | India                       |
| Ernákulam                                  | Kerala                               | India                       |
| Kájamkulam                                 | Kerala                               | India                       |
| Kannanúr                                   | Kerala                               | India                       |
| Kászargod                                  | Kerala                               | India                       |
| Kocsín                                     | Kerala                               | India                       |
| Kottajam                                   | Kerala                               | India                       |
| Kozsikkodu ma: Kozsíkóde                   | Kerala                               | India                       |
| Kvilon                                     | Kerala                               | India                       |
| Mandzseri                                  | Kerala                               | India                       |
| Mandzsesvar                                | Kerala                               | India                       |
| Mattancseri                                | Kerala                               | India                       |
| Mávelikara                                 | Kerala                               | India                       |
| Palajangadi                                | Kerala                               | India                       |
| Pálghát                                    | Kerala                               | India                       |
| Ponnáni                                    | Kerala                               | India                       |
| Szirszi                                    | Kerala                               | India                       |
| Telli-Cseri                                | Kerala                               | India                       |
| Tricsúr                                    | Kerala                               | India                       |
| Trivandrum vö. Tiruvanántapuram            | Kerala                               | India                       |
| Tiruvanántapuram                           | Kerala                               | India                       |
| Vaikkam                                    | Kerala                               | India                       |
| Kálikut ma: Kozsíkóde                      | Kerala                               | India                       |
| Kavaratti                                  | Laksadvíp                            | India                       |
| Amarkantak                                 | Madhja Prades                        | India                       |
| Arnbikápur                                 | Madhja Prades                        | India                       |
| Bacseli                                    | Madhja Prades                        | India                       |
| Bálághát                                   | Madhja Prades                        | India                       |
| Baloda                                     | Madhja Prades                        | India                       |
| Baloda-Bázár                               | Madhja Prades                        | India                       |
| Barnagar                                   | Madhja Prades                        | India                       |
| Barváh                                     | Madhja Prades                        | India                       |
| Barváni                                    | Madhja Prades                        | India                       |
| Basztar                                    | Madhja Prades                        | India                       |
| Bedzsi                                     | Madhja Prades                        | India                       |
| Bhilái                                     | Madhja Prades                        | India                       |
| Bhiláinagar                                | Madhja Prades                        | India                       |
| Bhind                                      | Madhja Prades                        | India                       |
| Bhodzspur                                  | Madhja Prades                        | India                       |
| Bhopál                                     | Madhja Prades                        | India                       |
| Bidzsávár                                  | Madhja Prades                        | India                       |
| Bina vö: Itava                             | Madhja Prades                        | India                       |
| Bivahári                                   | Madhja Prades                        | India                       |
| Budzsrangarh                               | Madhja Prades                        | India                       |
| Csambal                                    | Madhja Prades                        | India                       |
| Cshatarpur                                 | Madhja Prades                        | India                       |
| Damoh                                      | Madhja Prades                        | India                       |
| Dantivásza                                 | Madhja Prades                        | India                       |
| Datia                                      | Madhja Prades                        | India                       |
| Devari                                     | Madhja Prades                        | India                       |
| Devász                                     | Madhja Prades                        | India                       |
| Dhamtari                                   | Madhja Prades                        | India                       |
| Dhára                                      | Madhja Prades                        | India                       |
| Dharmdzsajgarh                             | Madhja Prades                        | India                       |
| Dongargarh                                 | Madhja Prades                        | India                       |
| Durg                                       | Madhja Prades                        | India                       |
| Dzsabalpur                                 | Madhja Prades                        | India                       |
| Dzsagdalpur                                | Madhja Prades                        | India                       |
| Dzsainagar                                 | Madhja Prades                        | India                       |
| Dzsaora                                    | Madhja Prades                        | India                       |
| Dzsaspurnagar                              | Madhja Prades                        | India                       |
| Dzsavad                                    | Madhja Prades                        | India                       |
| Fatehábád                                  | Madhja Prades                        | India                       |
| Gádarvára                                  | Madhja Prades                        | India                       |
| Garoth                                     | Madhja Prades                        | India                       |
| Guna                                       | Madhja Prades                        | India                       |
| Gválijar                                   | Madhja Prades                        | India                       |
| Harda                                      | Madhja Prades                        | India                       |
| Hatkoli                                    | Madhja Prades                        | India                       |
| Hosangábád                                 | Madhja Prades                        | India                       |
| Indaur (volt: Indore)                      | Madhja Prades                        | India                       |
| Itarszi                                    | Madhja Prades                        | India                       |
| Itava lásd: Bina                           | Madhja Prades                        | India                       |
| Kánker                                     | Madhja Prades                        | India                       |
| Kannod                                     | Madhja Prades                        | India                       |
| Katangi                                    | Madhja Prades                        | India                       |
| Kavardha                                   | Madhja Prades                        | India                       |
| Khandva                                    | Madhja Prades                        | India                       |
| Khárgona                                   | Madhja Prades                        | India                       |
| Khilcsipur                                 | Madhja Prades                        | India                       |
| Korba                                      | Madhja Prades                        | India                       |
| Korli                                      | Madhja Prades                        | India                       |
| Kutru                                      | Madhja Prades                        | India                       |
| Mahászamund                                | Madhja Prades                        | India                       |
| Mahesvar                                   | Madhja Prades                        | India                       |
| Maihár                                     | Madhja Prades                        | India                       |
| Makri                                      | Madhja Prades                        | India                       |
| Mandla                                     | Madhja Prades                        | India                       |
| Mandszaur                                  | Madhja Prades                        | India                       |
| Maugandzs                                  | Madhja Prades                        | India                       |
| Mehidpur                                   | Madhja Prades                        | India                       |
| Mhau                                       | Madhja Prades                        | India                       |
| Mohapáni                                   | Madhja Prades                        | India                       |
| Multai                                     | Madhja Prades                        | India                       |
| Mungeli                                    | Madhja Prades                        | India                       |
| Murvára                                    | Madhja Prades                        | India                       |
| Nárájanpur                                 | Madhja Prades                        | India                       |
| Naraszimhapur                              | Madhja Prades                        | India                       |
| Nímács                                     | Madhja Prades                        | India                       |
| Pacsmarhi                                  | Madhja Prades                        | India                       |
| Pándhurna                                  | Madhja Prades                        | India                       |
| Panna                                      | Madhja Prades                        | India                       |
| Pratábpur                                  | Madhja Prades                        | India                       |
| Rádzsnandgáon                              | Madhja Prades                        | India                       |
| Rájpur                                     | Cshattíszgarh                        | India                       |
| Rámkol                                     | Madhja Prades                        | India                       |
| Ratanpur                                   | Madhja Prades                        | India                       |
| Ratlám                                     | Madhja Prades                        | India                       |
| Riva                                       | Madhja Prades                        | India                       |
| Sádzsápur                                  | Madhja Prades                        | India                       |
| Siváni (volt: Seoni)                       | Madhja Prades                        | India                       |
| Sivapur (volt: Sheopur)                    | Madhja Prades                        | India                       |
| Sudzsalpur                                 | Madhja Prades                        | India                       |
| Szabalgarh                                 | Madhja Prades                        | India                       |
| Szakti                                     | Madhja Prades                        | India                       |
| Szankra                                    | Madhja Prades                        | India                       |
| Szarangarh                                 | Madhja Prades                        | India                       |
| Szardárpur                                 | Madhja Prades                        | India                       |
| Szatna                                     | Madhja Prades                        | India                       |
| Szihor                                     | Madhja Prades                        | India                       |
| Szinszoli                                  | Madhja Prades                        | India                       |
| Szirondzs                                  | Madhja Prades                        | India                       |
| Szítámau                                   | Madhja Prades                        | India                       |
| Szohágpur                                  | Madhja Prades                        | India                       |
| Szonhat                                    | Madhja Prades                        | India                       |
| Uddzsaín                                   | Madhja Prades                        | India                       |
| Vidisa                                     | Madhja Prades                        | India                       |
| Indaur                                     | Madhja Prades                        | India                       |
| Rámnagar                                   | Madhja Prades, Orisza, Uttar Prades  | India                       |
| Borghat                                    | Madhja Prades, Pakisztán             | India, Pakisztán            |
| Bháratpur                                  | Madhja Prades, Rádzsasztán           | India                       |
| Rádzsgarh                                  | Madhja Prades, Rádzsasztán           | India                       |
| Rájgarh                                    | Madhja Prades, Rádzsasztán           | India                       |
| Acsalpur                                   | Mahárástra                           | India                       |
| Adzsanta                                   | Mahárástra                           | India                       |
| Ahiri                                      | Mahárástra                           | India                       |
| Ahmadnagar                                 | Mahárástra                           | India                       |
| Akola                                      | Mahárástra                           | India                       |
| Akot                                       | Mahárástra                           | India                       |
| Alibág                                     | Mahárástra                           | India                       |
| Amalner                                    | Mahárástra                           | India                       |
| Amba                                       | Mahárástra                           | India                       |
| Ambargáon (volt: Umbargáon)                | Mahárástra                           | India                       |
| Amrávati                                   | Mahárástra                           | India                       |
| Árvi                                       | Mahárástra                           | India                       |
| Atgáon                                     | Mahárástra                           | India                       |
| Badnera                                    | Mahárástra                           | India                       |
| Bándra                                     | Mahárástra                           | India                       |
| Bárámati                                   | Mahárástra                           | India                       |
| Barszi                                     | Mahárástra                           | India                       |
| Baszaín                                    | Mahárástra                           | India                       |
| Bavra                                      | Mahárástra                           | India                       |
| Bavra                                      | Mahárástra                           | India                       |
| Belgáon                                    | Mahárástra                           | India                       |
| Bhandára                                   | Mahárástra                           | India                       |
| Bhír                                       | Mahárástra                           | India                       |
| Bhúszaval                                  | Mahárástra                           | India                       |
| Csáliszgáon                                | Mahárástra                           | India                       |
| Csánda                                     | Mahárástra                           | India                       |
| Csaul                                      | Mahárástra                           | India                       |
| Csembúr                                    | Mahárástra                           | India                       |
| Csikhli                                    | Mahárástra                           | India                       |
| Csiplún                                    | Mahárástra                           | India                       |
| Csopda                                     | Mahárástra                           | India                       |
| Dahánu                                     | Mahárástra                           | India                       |
| Dáruha                                     | Mahárástra                           | India                       |
| Daulatábád                                 | Mahárástra                           | India                       |
| Deglúr                                     | Mahárástra                           | India                       |
| Devalali                                   | Mahárástra                           | India                       |
| Devrukh                                    | Mahárástra                           | India                       |
| Dhond                                      | Mahárástra                           | India                       |
| Dhúlija                                    | Mahárástra                           | India                       |
| Dindori                                    | Mahárástra                           | India                       |
| Dzsalgáon                                  | Mahárástra                           | India                       |
| Dzsálna                                    | Mahárástra                           | India                       |
| Dzsamkhed                                  | Mahárástra                           | India                       |
| Dzsandzsira                                | Mahárástra                           | India                       |
| Dzsáth                                     | Mahárástra                           | India                       |
| Garhcsiroli                                | Mahárástra                           | India                       |
| Gholvád                                    | Mahárástra                           | India                       |
| Gondija                                    | Mahárástra                           | India                       |
| Hinganghát                                 | Mahárástra                           | India                       |
| Hingoli                                    | Mahárástra                           | India                       |
| Jola (Yeola)                               | Mahárástra                           | India                       |
| Kádirábád                                  | Mahárástra                           | India                       |
| Kalján                                     | Mahárástra                           | India                       |
| Kamti                                      | Mahárástra                           | India                       |
| Karád                                      | Mahárástra                           | India                       |
| Karandzsa                                  | Mahárástra                           | India                       |
| Karmála                                    | Mahárástra                           | India                       |
| Kelvemahim                                 | Mahárástra                           | India                       |
| Kharda                                     | Mahárástra                           | India                       |
| Khed                                       | Mahárástra                           | India                       |
| Khopoli                                    | Mahárástra                           | India                       |
| Koina                                      | Mahárástra                           | India                       |
| Kólába                                     | Mahárástra                           | India                       |
| Kolhápur                                   | Mahárástra                           | India                       |
| Koregáon                                   | Mahárástra                           | India                       |
| Kurdúvádi                                  | Mahárástra                           | India                       |
| Kurla                                      | Mahárástra                           | India                       |
| Latur                                      | Mahárástra                           | India                       |
| Lonaula                                    | Mahárástra                           | India                       |
| Mahábalesvar                               | Mahárástra                           | India                       |
| Máivan                                     | Mahárástra                           | India                       |
| Málegáon                                   | Mahárástra                           | India                       |
| Malkápur                                   | Mahárástra                           | India                       |
| Manmad                                     | Mahárástra                           | India                       |
| Márkandi                                   | Mahárástra                           | India                       |
| Matheran                                   | Mahárástra                           | India                       |
| Mazagáon                                   | Mahárástra                           | India                       |
| Mehkar                                     | Mahárástra                           | India                       |
| Mirádzs                                    | Mahárástra                           | India                       |
| Mominábád                                  | Mahárástra                           | India                       |
| Mumbai (volt: Bombay)                      | Mahárástra                           | India                       |
| Nágpur                                     | Mahárástra                           | India                       |
| Naipani                                    | Mahárástra                           | India                       |
| Nánded                                     | Mahárástra                           | India                       |
| Nandurbár                                  | Mahárástra                           | India                       |
| Nanugáon                                   | Mahárástra                           | India                       |
| Násík (volt: Nászik)                       | Mahárástra                           | India                       |
| Oszmánábád                                 | Mahárástra                           | India                       |
| Pacsora                                    | Mahárástra                           | India                       |
| Pándharpur                                 | Mahárástra                           | India                       |
| Parbháni                                   | Mahárástra                           | India                       |
| Phonda                                     | Mahárástra                           | India                       |
| Phor                                       | Mahárástra                           | India                       |
| Púne (volt: Púna)                          | Mahárástra                           | India                       |
| Púrna                                      | Mahárástra                           | India                       |
| Puszád                                     | Mahárástra                           | India                       |
| Rádzsapur                                  | Mahárástra                           | India                       |
| Rádzsúr                                    | Mahárástra                           | India                       |
| Rahuri                                     | Mahárástra                           | India                       |
| Rámtek                                     | Mahárástra                           | India                       |
| Ratnagiri                                  | Mahárástra                           | India                       |
| Ráver                                      | Mahárástra                           | India                       |
| Roha                                       | Mahárástra                           | India                       |
| Sivgáon                                    | Mahárástra                           | India                       |
| Szolápur (volt: Solápur)                   | Mahárástra                           | India                       |
| Srígonda                                   | Mahárástra                           | India                       |
| Srívardhan                                 | Mahárástra                           | India                       |
| Szangamner                                 | Mahárástra                           | India                       |
| Szangli                                    | Mahárástra                           | India                       |
| Szangola                                   | Mahárástra                           | India                       |
| Szátára                                    | Mahárástra                           | India                       |
| Szavantvádi                                | Mahárástra                           | India                       |
| Szillod                                    | Mahárástra                           | India                       |
| Szindeváhi                                 | Mahárástra                           | India                       |
| Szironcsa                                  | Mahárástra                           | India                       |
| Taloda                                     | Mahárástra                           | India                       |
| Tárápur                                    | Mahárástra                           | India                       |
| Taszgáon                                   | Mahárástra                           | India                       |
| Tulaszri                                   | Mahárástra                           | India                       |
| Ulhasznagar                                | Mahárástra                           | India                       |
| Umrer                                      | Mahárástra                           | India                       |
| Váda                                       | Mahárástra                           | India                       |
| Vardha                                     | Mahárástra                           | India                       |
| Varora                                     | Mahárástra                           | India                       |
| Vengurla                                   | Mahárástra                           | India                       |
| Harnai                                     | Mahárástra                           | India                       |
| Harnai                                     |                                      | Pakisztán                   |
| Tháne                                      | Mahárástra                           | India                       |
| Thána                                      |                                      | Pakisztán                   |
| Dullábcsára                                | Manipur                              | India                       |
| Imphal                                     | Manipur                              | India                       |
| Ukhrul                                     | Manipur                              | India                       |
| Cserápundzsi                               | Meghálaja                            | India                       |
| Mahedzsragandzs                            | Meghálaja                            | India                       |
| Silaung                                    | Meghálaja                            | India                       |
| Tura                                       | Meghálaja                            | India                       |
| Aidzsal                                    | Mizoram                              | India                       |
| Kairuma                                    | Mizorám                              | India                       |
| Kohíma                                     | Nágaföld                             | India                       |
| Mokacsáng                                  | Nágaföld                             | India                       |
| Dhalkiszor                                 | Nyugat-Bengál                        | India                       |
| Alipur                                     | Nyugat-Bengál                        | India                       |
| Ászánszol                                  | Nyugat-Bengál                        | India                       |
| Azimgandzs                                 | Nyugat-Bengál                        | India                       |
| Badzs-Badzs                                | Nyugat-Bengál                        | India                       |
| Balligandzs                                | Nyugat-Bengál                        | India                       |
| Bálúhati                                   | Nyugat-Bengál                        | India                       |
| Bálurghát                                  | Nyugat-Bengál                        | India                       |
| Bámangháti                                 | Nyugat-Bengál                        | India                       |
| Bámangola                                  | Nyugat-Bengál                        | India                       |
| Bánkura                                    | Nyugat-Bengál                        | India                       |
| Bárakpur                                   | Nyugat-Bengál                        | India                       |
| Baránagar                                  | Nyugat-Bengál                        | India                       |
| Baszirhát                                  | Nyugat-Bengál                        | India                       |
| Belúr                                      | Nyugat-Bengál                        | India                       |
| Bhatpara                                   | Nyugat-Bengál                        | India                       |
| Bhavánipur                                 | Nyugat-Bengál                        | India                       |
| Burdvan                                    | Nyugat-Bengál                        | India                       |
| Csakdbin                                   | Nyugat-Bengál                        | India                       |
| Csampadagna                                | Nyugat-Bengál                        | India                       |
| Csandarnagar                               | Nyugat-Bengál                        | India                       |
| Csatal                                     | Nyugat-Bengál                        | India                       |
| Damdam                                     | Nyugat-Bengál                        | India                       |
| Durgápur                                   | Nyugat-Bengál                        | India                       |
| Dzsalpáiguri                               | Nyugat-Bengál                        | India                       |
| Dzsamálpurgandzs                           | Nyugat-Bengál                        | India                       |
| Dzsangipur                                 | Nyugat-Bengál                        | India                       |
| Falta                                      | Nyugat-Bengál                        | India                       |
| Gaurípur                                   | Nyugat-Bengál                        | India                       |
| Ghátál                                     | Nyugat-Bengál                        | India                       |
| Hávra                                      | Nyugat-Bengál                        | India                       |
| Húgli-Csinszura                            | Nyugat-Bengál                        | India                       |
| Kolkata (volt: Kalkutta)                   | Nyugat-Bengál                        | India                       |
| Kálna                                      | Nyugat-Bengál                        | India                       |
| Kharagpur                                  | Nyugat-Bengál                        | India                       |
| Kidderápur                                 | Nyugat-Bengál                        | India                       |
| Kisangandzs                                | Nyugat-Bengál                        | India                       |
| Kontáj                                     | Nyugat-Bengál                        | India                       |
| Kucs-Bihár                                 | Nyugat-Bengál                        | India                       |
| Laksmikántapur                             | Nyugat-Bengál                        | India                       |
| Mádári                                     | Nyugat-Bengál                        | India                       |
| Madzsherat                                 | Nyugat-Bengál                        | India                       |
| Mahesztala                                 | Nyugat-Bengál                        | India                       |
| Mániktála                                  | Nyugat-Bengál                        | India                       |
| Midánapura                                 | Nyugat-Bengál                        | India                       |
| Mursidábád                                 | Nyugat-Bengál                        | India                       |
| Nabadvír                                   | Nyugat-Bengál                        | India                       |
| Padmapukúr                                 | Nyugat-Bengál                        | India                       |
| Paina                                      | Nyugat-Bengál                        | India                       |
| Purulia                                    | Nyugat-Bengál                        | India                       |
| Rádzsgandzs                                | Nyugat-Bengál                        | India                       |
| Rámpurhat                                  | Nyugat-Bengál                        | India                       |
| Ránághát                                   | Nyugat-Bengál                        | India                       |
| Ránigandzs                                 | Nyugat-Bengál                        | India                       |
| Sántiniketan                               | Nyugat-Bengál                        | India                       |
| Sántipur                                   | Nyugat-Bengál                        | India                       |
| Szalkhija                                  | Nyugat-Bengál                        | India                       |
| Szamdzshija                                | Nyugat-Bengál                        | India                       |
| Szarkárpur                                 | Nyugat-Bengál                        | India                       |
| Sziliguri                                  | Nyugat-Bengál                        | India                       |
| Szuri                                      | Nyugat-Bengál                        | India                       |
| Tamluk                                     | Nyugat-Bengál                        | India                       |
| Titágarh                                   | Nyugat-Bengál                        | India                       |
| Uluberija                                  | Nyugat-Bengál                        | India                       |
| Uttarpára                                  | Nyugat-Bengál                        | India                       |
| Visnupur                                   | Nyugat-Bengál                        | India                       |
| Barhanpur                                  | Nyugat-Bengál, Madhja Prades, Orisza | India                       |
| Ánandpur                                   | Orisza                               | India                       |
| Angul                                      | Orisza                               | India                       |
| Balaszur                                   | Orisza                               | India                       |
| Bánszpáni                                  | Orisza                               | India                       |
| Báripada                                   | Orisza                               | India                       |
| Barszva-Deogarh                            | Orisza                               | India                       |
| Baudh                                      | Orisza                               | India                       |
| Bhadrak                                    | Orisza                               | India                       |
| Bhavánipatna                               | Orisza                               | India                       |
| Bhuvanesvar                                | Orisza                               | India                       |
| Biszámkattak                               | Orisza                               | India                       |
| Bolangir                                   | Orisza                               | India                       |
| Csampua                                    | Orisza                               | India                       |
| Csatrapur                                  | Orisza                               | India                       |
| Dábugáon                                   | Orisza                               | India                       |
| Devbhog                                    | Orisza                               | India                       |
| Dhenkánal                                  | Orisza                               | India                       |
| Dzsádzspur                                 | Orisza                               | India                       |
| Gunúpur                                    | Orisza                               | India                       |
| Kattak                                     | Orisza                               | India                       |
| Kendrapara                                 | Orisza                               | India                       |
| Kendudzshargarh                            | Orisza                               | India                       |
| Keszinga                                   | Orisza                               | India                       |
| Khorda                                     | Orisza                               | India                       |
| Kotpád                                     | Orisza                               | India                       |
| Málkánagiri                                | Orisza                               | India                       |
| Miani                                      | Orisza                               | India                       |
| Najagarh                                   | Orisza                               | India                       |
| Padva                                      | Orisza                               | India                       |
| Pariakimidi                                | Orisza                               | India                       |
| Patna                                      | Orisza                               | India                       |
| Phulbáni                                   | Orisza                               | India                       |
| Puri                                       | Orisza                               | India                       |
| Rájrakhol                                  | Orisza                               | India                       |
| Ránpur                                     | Orisza                               | India                       |
| Raszalkunda                                | Orisza                               | India                       |
| Ráurkela                                   | Orisza                               | India                       |
| Rúpsza                                     | Orisza                               | India                       |
| Szambalpur                                 | Orisza                               | India                       |
| Szonepur                                   | Orisza                               | India                       |
| Szurada                                    | Orisza                               | India                       |
| Talbandh                                   | Orisza                               | India                       |
| Talcser                                    | Orisza                               | India                       |
| Titlágarh                                  | Orisza                               | India                       |
| Sáhpur                                     | Pakisztán, Rádzsasztán               | Pakisztán, India            |
| Bela                                       | Pakisztán, Uttar Prades              | Pakisztán, India            |
| Abohar                                     | Pandzsáb                             | India                       |
| Amritszár                                  | Pandzsáb                             | India                       |
| Batála                                     | Pandzsáb                             | India                       |
| Bhákranangal                               | Pandzsáb                             | India                       |
| Bhatinda                                   | Pandzsáb                             | India                       |
| Dabváli                                    | Pandzsáb                             | India                       |
| Dzsálandhár                                | Pandzsáb                             | India                       |
| Dzsáliánvála-Bág                           | Pandzsáb                             | India                       |
| Farídkot                                   | Pandzsáb                             | India                       |
| Fázilka                                    | Pandzsáb                             | India                       |
| Firozpur                                   | Pandzsáb                             | India                       |
| Gurdászpur                                 | Pandzsáb                             | India                       |
| Hosijárpur                                 | Pandzsáb                             | India                       |
| Kapurthala                                 | Pandzsáb                             | India                       |
| Kot-Kápura                                 | Pandzsáb                             | India                       |
| Ludhijána                                  | Pandzsáb                             | India                       |
| Malerkotla                                 | Pandzsáb                             | India                       |
| Nábha                                      | Pandzsáb                             | India                       |
| Pathánkot                                  | Pandzsáb                             | India                       |
| Pátiala                                    | Pandzsáb                             | India                       |
| Rupar                                      | Pandzsáb                             | India                       |
| Szangrúr                                   | Pandzsáb                             | India                       |
| Szirsza                                    | Pandzsáb                             | India                       |
| Puduccseri vö: Pondichéry                  | Puduccseri szövetségi terület        | India                       |
| Karaikal                                   | Puduccseri szövetségi terület        | India                       |
| Abu                                        | Rádzsasztán                          | India                       |
| Ádzsmir                                    | Rádzsasztán                          | India                       |
| Alvar                                      | Rádzsasztán                          | India                       |
| Anupgarh                                   | Rádzsasztán                          | India                       |
| Bajana                                     | Rádzsasztán                          | India                       |
| Bánszvára                                  | Rádzsasztán                          | India                       |
| Bárán                                      | Rádzsasztán                          | India                       |
| Barmer                                     | Rádzsasztán                          | India                       |
| Bhílvára                                   | Rádzsasztán                          | India                       |
| Bikáner                                    | Rádzsasztán                          | India                       |
| Bivár                                      | Rádzsasztán                          | India                       |
| Búndi                                      | Rádzsasztán                          | India                       |
| Csapni                                     | Rádzsasztán                          | India                       |
| Cshabra                                    | Rádzsasztán                          | India                       |
| Csitorgarh                                 | Rádzsasztán                          | India                       |
| Csúrú                                      | Rádzsasztán                          | India                       |
| Desnoka                                    | Rádzsasztán                          | India                       |
| Devali                                     | Rádzsasztán                          | India                       |
| Dholpur                                    | Rádzsasztán                          | India                       |
| Dídvána                                    | Rádzsasztán                          | India                       |
| Dzsaiszalmer                               | Rádzsasztán                          | India                       |
| Dzsálaur                                   | Rádzsasztán                          | India                       |
| Dzshundzshunu                              | Rádzsasztán                          | India                       |
| Dzsodhpur                                  | Rádzsasztán                          | India                       |
| Gangadhar                                  | Rádzsasztán                          | India                       |
| Ganganagar                                 | Rádzsasztán                          | India                       |
| Gangapur                                   | Rádzsasztán                          | India                       |
| Gangarija                                  | Rádzsasztán                          | India                       |
| Gotaru                                     | Rádzsasztán                          | India                       |
| Gunora                                     | Rádzsasztán                          | India                       |
| Hanumángarh                                | Rádzsasztán                          | India                       |
| Karauli                                    | Rádzsasztán                          | India                       |
| Kisangarh                                  | Rádzsasztán                          | India                       |
| Kota                                       | Rádzsasztán                          | India                       |
| Luni                                       | Rádzsasztán                          | India                       |
| Mahádzsan                                  | Rádzsasztán                          | India                       |
| Mandor                                     | Rádzsasztán                          | India                       |
| Márvár                                     | Rádzsasztán                          | India                       |
| Mavali                                     | Rádzsasztán                          | India                       |
| Merta                                      | Rádzsasztán                          | India                       |
| Mokalszár                                  | Rádzsasztán                          | India                       |
| Nágaur                                     | Rádzsasztán                          | India                       |
| Oszián                                     | Rádzsasztán                          | India                       |
| Pacspadra                                  | Rádzsasztán                          | India                       |
| Páli                                       | Rádzsasztán                          | India                       |
| Phalodi                                    | Rádzsasztán                          | India                       |
| Phulera                                    | Rádzsasztán                          | India                       |
| Pokaran                                    | Rádzsasztán                          | India                       |
| Pratábgarh                                 | Rádzsasztán                          | India                       |
| Pugal                                      | Rádzsasztán                          | India                       |
| Ránivara                                   | Rádzsasztán                          | India                       |
| Ratangarh                                  | Rádzsasztán                          | India                       |
| Sáhgarh                                    | Rádzsasztán                          | India                       |
| Sikár                                      | Rádzsasztán                          | India                       |
| Szambhar                                   | Rádzsasztán                          | India                       |
| Számdári                                   | Rádzsasztán                          | India                       |
| Szancsor                                   | Rádzsasztán                          | India                       |
| Szardársahar                               | Rádzsasztán                          | India                       |
| Szavái-Mádhopur                            | Rádzsasztán                          | India                       |
| Szirohi                                    | Rádzsasztán                          | India                       |
| Szodakúr                                   | Rádzsasztán                          | India                       |
| Szudzsangarh                               | Rádzsasztán                          | India                       |
| Szúratgarh                                 | Rádzsasztán                          | India                       |
| Tampi                                      | Rádzsasztán                          | India                       |
| Todaráiszingh                              | Rádzsasztán                          | India                       |
| Tonk                                       | Rádzsasztán                          | India                       |
| Udaipur                                    | Rádzsasztán                          | India                       |
| Musiri                                     | Tamilnádu                            | India                       |
| Pondichéry (Pondiseri)                     | Tamilnádu                            | India                       |
| Puhár                                      | Tamilnádu                            | India                       |
| Ádirámpattinam                             | Tamilnádu                            | India                       |
| Arantangi                                  | Tamilnádu                            | India                       |
| Arkonam                                    | Tamilnádu                            | India                       |
| Aruppukottaj                               | Tamilnádu                            | India                       |
| Attúr                                      | Tamilnádu                            | India                       |
| Csengalpattu                               | Tamilnádu                            | India                       |
| Csennai volt: Madrász                      | Tamilnádu                            | India                       |
| Csidambaram                                | Tamilnádu                            | India                       |
| Csingalpat                                 | Tamilnádu                            | India                       |
| Dindigul                                   | Tamilnádu                            | India                       |
| Dzsalarpet                                 | Tamilnádu                            | India                       |
| Gúdalúr                                    | Tamilnádu                            | India                       |
| Hajangudi                                  | Tamilnádu                            | India                       |
| Hoszúr                                     | Tamilnádu                            | India                       |
| Irodu                                      | Tamilnádu                            | India                       |
| Kojambuttúr                                | Tamilnádu                            | India                       |
| Kovilpatti                                 | Tamilnádu                            | India                       |
| Krisnagiri                                 | Tamilnádu                            | India                       |
| Kuddalur                                   | Tamilnádu                            | India                       |
| Kulaszekharapatnam                         | Tamilnádu                            | India                       |
| Kumbakonam                                 | Tamilnádu                            | India                       |
| Madrász ma: Csennai                        | Tamilnádu                            | India                       |
| Maduráj                                    | Tamilnádu                            | India                       |
| Mannargudi                                 | Tamilnádu                            | India                       |
| Nágapattinam                               | Tamilnádu                            | India                       |
| Nagarkovil                                 | Tamilnádu                            | India                       |
| Pálajankottai                              | Tamilnádu                            | India                       |
| Panruti                                    | Tamilnádu                            | India                       |
| Perambalur                                 | Tamilnádu                            | India                       |
| Pollácsi                                   | Tamilnádu                            | India                       |
| Polur                                      | Tamilnádu                            | India                       |
| Pudukkottai                                | Tamilnádu                            | India                       |
| Rádzsapalaijam                             | Tamilnádu                            | India                       |
| Rámesvaram                                 | Tamilnádu                            | India                       |
| Rámnáthapuram                              | Tamilnádu                            | India                       |
| Rászipur                                   | Tamilnádu                            | India                       |
| Sijáli                                     | Tamilnádu                            | India                       |
| Szaidapet                                  | Tamilnádu                            | India                       |
| Szálem                                     | Tamilnádu                            | India                       |
| Szattúr                                    | Tamilnádu                            | India                       |
| Szembijam                                  | Tamilnádu                            | India                       |
| Tandzsávúr                                 | Tamilnádu                            | India                       |
| Tenkási                                    | Tamilnádu                            | India                       |
| Tillai ma: Csidambaram                     | Tamilnádu                            | India                       |
| Tiruccsendúr                               | Tamilnádu                            | India                       |
| Tiruccsirápalli                            | Tamilnádu                            | India                       |
| Tirukkojilúr                               | Tamilnádu                            | India                       |
| Tiruneveli                                 | Tamilnádu                            | India                       |
| Tiruppattúr                                | Tamilnádu                            | India                       |
| Tiruvannámalaj                             | Tamilnádu                            | India                       |
| Tutikorin                                  | Tamilnádu                            | India                       |
| Udumalpet                                  | Tamilnádu                            | India                       |
| Utakamand                                  | Tamilnádu                            | India                       |
| Uveri                                      | Tamilnádu                            | India                       |
| Vandivas                                   | Tamilnádu                            | India                       |
| Vedarannijam                               | Tamilnádu                            | India                       |
| Velúr (volt: Vellore)                      | Tamilnádu                            | India                       |
| Villupuram                                 | Tamilnádu                            | India                       |
| Vinukonda                                  | Tamilnádu                            | India                       |
| Káncsi lásd: Káncsipuram                   | Tamilnádu                            | India                       |
| Káncsipuram vö: Káncsi                     | Tamilnádu                            | India                       |
| Agartala                                   | Tripura                              | India                       |
| Amarpur                                    | Tripura                              | India                       |
| Arnbásza                                   | Tripura                              | India                       |
| Dharmanagar                                | Tripura                              | India                       |
| Halhali                                    | Tripura                              | India                       |
| Khocsai                                    | Tripura                              | India                       |
| Szabrum                                    | Tripura                              | India                       |
| Szonamura                                  | Tripura                              | India                       |
| Benáresz (Váránaszi)                       | Uttar Prades                         | India                       |
| Váránaszi vö: Benáresz                     | Uttar Prades                         | India                       |
| Agra                                       | Uttar Prades                         | India                       |
| Ajodhja                                    | Uttar Prades                         | India                       |
| Aligarh                                    | Uttar Prades                         | India                       |
| Alláhábád                                  | Uttar Prades                         | India                       |
| Almora                                     | Uttar Prades                         | India                       |
| Amroha                                     | Uttar Prades                         | India                       |
| Ázamgarh                                   | Uttar Prades                         | India                       |
| Badrináth                                  | Uttar Prades                         | India                       |
| Bahráics                                   | Uttar Prades                         | India                       |
| Bailla                                     | Uttar Prades                         | India                       |
| Bánda                                      | Uttar Prades                         | India                       |
| Banszi                                     | Uttar Prades                         | India                       |
| Bareli                                     | Uttar Prades                         | India                       |
| Baszti                                     | Uttar Prades                         | India                       |
| Bhatni                                     | Uttar Prades                         | India                       |
| Csárkhari                                  | Uttar Prades                         | India                       |
| Csunár                                     | Uttar Prades                         | India                       |
| Dehradún                                   | Uttar Prades                         | India                       |
| Devband                                    | Uttar Prades                         | India                       |
| Dudhi                                      | Uttar Prades                         | India                       |
| Dzsaunpur                                  | Uttar Prades                         | India                       |
| Dzshánszi                                  | Uttar Prades                         | India                       |
| Eta                                        | Uttar Prades                         | India                       |
| Faizábád                                   | Uttar Prades                         | India                       |
| Faruhábád                                  | Uttar Prades                         | India                       |
| Fatehpur Szíkri                            | Uttar Prades                         | India                       |
| Firozábád                                  | Uttar Prades                         | India                       |
| Gáziábád                                   | Uttar Prades                         | India                       |
| Gázipur                                    | Uttar Prades                         | India                       |
| Gonda                                      | Uttar Prades                         | India                       |
| Gorakhpur                                  | Uttar Prades                         | India                       |
| Haldváni                                   | Uttar Prades                         | India                       |
| Hardoi                                     | Uttar Prades                         | India                       |
| Haridvár                                   | Uttar Prades                         | India                       |
| Háthrasz                                   | Uttar Prades                         | India                       |
| Hurdzsa                                    | Uttar Prades                         | India                       |
| Kánpur                                     | Uttar Prades                         | India                       |
| Kászgandzs                                 | Uttar Prades                         | India                       |
| Katgodam                                   | Uttar Prades                         | India                       |
| Lakhnau                                    | Uttar Prades                         | India                       |
| Mahárádzsgandzs                            | Uttar Prades                         | India                       |
| Mailáni                                    | Uttar Prades                         | India                       |
| Mainpuri                                   | Uttar Prades                         | India                       |
| Mánikpur                                   | Uttar Prades                         | India                       |
| Mathura                                    | Uttar Prades                         | India                       |
| Maunáth-Bhandzsan                          | Uttar Prades                         | India                       |
| Mauránipur                                 | Uttar Prades                         | India                       |
| Mirát                                      | Uttar Prades                         | India                       |
| Mirzápur                                   | Uttar Prades                         | India                       |
| Murádábád                                  | Uttar Prades                         | India                       |
| Muzaffarnagar                              | Uttar Prades                         | India                       |
| Nadzsibábád                                | Uttar Prades                         | India                       |
| Nagína                                     | Uttar Prades                         | India                       |
| Nanpara                                    | Uttar Prades                         | India                       |
| Oráj                                       | Uttar Prades                         | India                       |
| Padrauna                                   | Uttar Prades                         | India                       |
| Phúlpur                                    | Uttar Prades                         | India                       |
| Pílíbhít                                   | Uttar Prades                         | India                       |
| Púrva                                      | Uttar Prades                         | India                       |
| Rábartszgandzs                             | Uttar Prades                         | India                       |
| Ránikhet                                   | Uttar Prades                         | India                       |
| Risikes                                    | Uttar Prades                         | India                       |
| Rúrke                                      | Uttar Prades                         | India                       |
| Sáhábád                                    | Uttar Prades                         | India                       |
| Sáhdzsahánpur                              | Uttar Prades                         | India                       |
| Szaháranpur                                | Uttar Prades                         | India                       |
| Szárila                                    | Uttar Prades                         | India                       |
| Szítápur                                   | Uttar Prades                         | India                       |
| Szobála                                    | Uttar Prades                         | India                       |
| Szultánpur                                 | Uttar Prades                         | India                       |
| Tánda                                      | Uttar Prades                         | India                       |
| Unnáo                                      | Uttar Prades                         | India                       |
| Uttarakasi                                 | Uttar Prades                         | India                       |
| Kanaudzs vö: Kanjákubdzsa                  | Uttar Prades                         | India                       |
| Kasipur                                    | Uttarakhand                          | India                       |
| Kicsha                                     | Uttarakhand                          | India                       |
| Amtali                                     |                                      | Banglades                   |
| Atura                                      |                                      | Banglades                   |
| Badzsitpur                                 |                                      | Banglades                   |
| Bagerhat                                   |                                      | Banglades                   |
| Bahadurábád                                |                                      | Banglades                   |
| Bandarbán                                  |                                      | Banglades                   |
| Bariszal                                   |                                      | Banglades                   |
| Begamgandzs                                |                                      | Banglades                   |
| Bhola                                      |                                      | Banglades                   |
| Csagracsari                                |                                      | Banglades                   |
| Csakarija                                  |                                      | Banglades                   |
| Csalna                                     |                                      | Banglades                   |
| Csandipur                                  |                                      | Banglades                   |
| Csittagong                                 |                                      | Banglades                   |
| Csuadanga                                  |                                      | Banglades                   |
| Dakka                                      |                                      | Banglades                   |
| Daszmina                                   |                                      | Banglades                   |
| Dinádzspur                                 |                                      | Banglades                   |
| Dohazári                                   |                                      | Banglades                   |
| Dzsagannáthgandzs                          |                                      | Banglades                   |
| Dzsaldi                                    |                                      | Banglades                   |
| Dzsamálpur                                 |                                      | Banglades                   |
| Dzseszúr                                   |                                      | Banglades                   |
| Dzshenida                                  |                                      | Banglades                   |
| Farídpur                                   |                                      | Banglades                   |
| Gaibanda                                   |                                      | Banglades                   |
| Gopálgandzs                                |                                      | Banglades                   |
| Gudzsranvála                               |                                      | Banglades                   |
| Habigandzs                                 |                                      | Banglades                   |
| Hainghát                                   |                                      | Banglades                   |
| Hatia                                      |                                      | Banglades                   |
| Hili                                       |                                      | Banglades                   |
| Khetlál                                    |                                      | Banglades                   |
| Khulna                                     |                                      | Banglades                   |
| Kisorgandzs                                |                                      | Banglades                   |
| Kobadak                                    |                                      | Banglades                   |
| Komilla                                    |                                      | Banglades                   |
| Kulavra                                    |                                      | Banglades                   |
| Kundagrám                                  |                                      | Banglades                   |
| Kurigrám                                   |                                      | Banglades                   |
| Kustija                                    |                                      | Banglades                   |
| Lakszam                                    |                                      | Banglades                   |
| Mádáripur                                  |                                      | Banglades                   |
| Mahálcsári                                 |                                      | Banglades                   |
| Maiszkhál                                  |                                      | Banglades                   |
| Mánikgandzs                                |                                      | Banglades                   |
| Mimenszingh                                |                                      | Banglades                   |
| Mohangandzs                                |                                      | Banglades                   |
| Nabígandzs                                 |                                      | Banglades                   |
| Nagarpur                                   |                                      | Banglades                   |
| Nárájangandzs                              |                                      | Banglades                   |
| Naria                                      |                                      | Banglades                   |
| Nator                                      |                                      | Banglades                   |
| Nazírhat                                   |                                      | Banglades                   |
| Netrakona                                  |                                      | Banglades                   |
| Pabna                                      |                                      | Banglades                   |
| Párbatipur                                 |                                      | Banglades                   |
| Patúkháli                                  |                                      | Banglades                   |
| Pirozpur                                   |                                      | Banglades                   |
| Rádzssahi                                  |                                      | Banglades                   |
| Rámgarh                                    |                                      | Banglades                   |
| Ranbága                                    |                                      | Banglades                   |
| Rangamati                                  |                                      | Banglades                   |
| Rangpur                                    |                                      | Banglades                   |
| Satkíra                                    |                                      | Banglades                   |
| Serpur                                     |                                      | Banglades                   |
| Szadullapur                                |                                      | Banglades                   |
| Szandvíp                                   |                                      | Banglades                   |
| Szilhet                                    |                                      | Banglades                   |
| Szirádzsgandzs                             |                                      | Banglades                   |
| Tungi                                      |                                      | Banglades                   |
| Vánaripara                                 |                                      | Banglades                   |
| Bumtang (Bum-than)                         |                                      | Bhután                      |
| Gasza vö: Dgar-sza                         |                                      | Bhután                      |
| Kora vö: Szkor-ra                          |                                      | Bhután                      |
| Kurtö vö: Szkur-sztod                      |                                      | Bhután                      |
| Lingsi                                     |                                      | Bhután                      |
| Mongar                                     |                                      | Bhután                      |
| Tongsza vö: Grong-sza                      |                                      | Bhután                      |
| Vandüpotrang vö: Dbang-dusz-pho-brang      |                                      | Bhután                      |
| Amlekhgandzs                               |                                      | Nepál                       |
| Baitadi                                    |                                      | Nepál                       |
| Barikot                                    |                                      | Nepál                       |
| Biratnagar                                 |                                      | Nepál                       |
| Butvál                                     |                                      | Nepál                       |
| Csautára                                   |                                      | Nepál                       |
| Dailekh                                    |                                      | Nepál                       |
| Dhangarhi                                  |                                      | Nepál                       |
| Dhankuta                                   |                                      | Nepál                       |
| Dharán                                     |                                      | Nepál                       |
| Dzshápa                                    |                                      | Nepál                       |
| Dzsumla                                    |                                      | Nepál                       |
| Gurkha                                     |                                      | Nepál                       |
| Hám                                        |                                      | Nepál                       |
| Katarniangáth                              |                                      | Nepál                       |
| Kathmandu vö: Kásthamandapa, Jambu         |                                      | Nepál                       |
| Lalitapattana ma: Lalitpur                 |                                      | Nepál                       |
| Lalitpur                                   |                                      | Nepál                       |
| Mahendranagar                              |                                      | Nepál                       |
| Malangva                                   |                                      | Nepál                       |
| Nepálgandzs                                |                                      | Nepál                       |
| Okhaldunga                                 |                                      | Nepál                       |
| Pátan lásd: Lalitpur                       |                                      | Nepál                       |
| Pithorágarh                                |                                      | Nepál                       |
| Pokhara                                    |                                      | Nepál                       |
| Riribazár                                  |                                      | Nepál                       |
| Szallján                                   |                                      | Nepál                       |
| Szilgarhi                                  |                                      | Nepál                       |
| Tanakpur                                   |                                      | Nepál                       |
| Abbotábád                                  |                                      | Pakisztán                   |
| Amarkot (volt: Umarkot)                    |                                      | Pakisztán                   |
| Badin                                      |                                      | Pakisztán                   |
| Bahávalnagar                               |                                      | Pakisztán                   |
| Bahávalpur                                 |                                      | Pakisztán                   |
| Bannú                                      |                                      | Pakisztán                   |
| Barhan                                     |                                      | Pakisztán                   |
| Baszal                                     |                                      | Pakisztán                   |
| Belpat                                     |                                      | Pakisztán                   |
| Bhakkar                                    |                                      | Pakisztán                   |
| Csacsran                                   |                                      | Pakisztán                   |
| Csacsro                                    |                                      | Pakisztán                   |
| Csagai                                     |                                      | Pakisztán                   |
| Csakvál                                    |                                      | Pakisztán                   |
| Csaman                                     |                                      | Pakisztán                   |
| Csárszadda                                 |                                      | Pakisztán                   |
| Csaubára                                   |                                      | Pakisztán                   |
| Csínívat                                   |                                      | Pakisztán                   |
| Dadhar                                     |                                      | Pakisztán                   |
| Dádu                                       |                                      | Pakisztán                   |
| Dalbandin                                  |                                      | Pakisztán                   |
| Dargai                                     |                                      | Pakisztán                   |
| Darijahán                                  |                                      | Pakisztán                   |
| Dattakhel                                  |                                      | Pakisztán                   |
| Daúdkhel                                   |                                      | Pakisztán                   |
| Dera-Bugti                                 |                                      | Pakisztán                   |
| Dera-Gázihán                               |                                      | Pakisztán                   |
| Dera-Iszmáilhán                            |                                      | Pakisztán                   |
| Diplo                                      |                                      | Pakisztán                   |
| Dir                                        |                                      | Pakisztán                   |
| Diz                                        |                                      | Pakisztán                   |
| Duki                                       |                                      | Pakisztán                   |
| Dzsakobábád                                |                                      | Pakisztán                   |
| Dzsalkot                                   |                                      | Pakisztán                   |
| Dzsandola                                  |                                      | Pakisztán                   |
| Dzsáti                                     |                                      | Pakisztán                   |
| Dzsemszábád                                |                                      | Pakisztán                   |
| Dzshang-Manghiána                          |                                      | Pakisztán                   |
| Dzshelam                                   |                                      | Pakisztán                   |
| Garo                                       |                                      | Pakisztán                   |
| Gudzsrát                                   |                                      | Pakisztán                   |
| Gvádar                                     |                                      | Pakisztán                   |
| Hadro                                      |                                      | Pakisztán                   |
| Háfizábád                                  |                                      | Pakisztán                   |
| Hairpur                                    |                                      | Pakisztán                   |
| Hala                                       |                                      | Pakisztán                   |
| Hanai                                      |                                      | Pakisztán                   |
| Haneval                                    |                                      | Pakisztán                   |
| Hángarh                                    |                                      | Pakisztán                   |
| Hánpur                                     |                                      | Pakisztán                   |
| Harán                                      |                                      | Pakisztán                   |
| Hevari                                     |                                      | Pakisztán                   |
| Hindubág                                   |                                      | Pakisztán                   |
| Hingládzs                                  |                                      | Pakisztán                   |
| Hoszt                                      |                                      | Pakisztán                   |
| Huzdar                                     |                                      | Pakisztán                   |
| Iszlámábád                                 |                                      | Pakisztán                   |
| Iszlámkot                                  |                                      | Pakisztán                   |
| Jakmacs                                    |                                      | Pakisztán                   |
| Kahán                                      |                                      | Pakisztán                   |
| Kalabág                                    |                                      | Pakisztán                   |
| Kalat                                      |                                      | Pakisztán                   |
| Kamalia                                    |                                      | Pakisztán                   |
| Kámarod                                    |                                      | Pakisztán                   |
| Kambar                                     |                                      | Pakisztán                   |
| Kandhkot                                   |                                      | Pakisztán                   |
| Kandiaráo                                  |                                      | Pakisztán                   |
| Karacsi                                    |                                      | Pakisztán                   |
| Kásmor                                     |                                      | Pakisztán                   |
| Kászur                                     |                                      | Pakisztán                   |
| Keti-Bandar                                |                                      | Pakisztán                   |
| Kila-Ladgast                               |                                      | Pakisztán                   |
| Kila-Szaifulláh                            |                                      | Pakisztán                   |
| Kohát                                      |                                      | Pakisztán                   |
| Korengi                                    |                                      | Pakisztán                   |
| Kot-Addu                                   |                                      | Pakisztán                   |
| Kotri                                      |                                      | Pakisztán                   |
| Kundian                                    |                                      | Pakisztán                   |
| Kvetta                                     |                                      | Pakisztán                   |
| Lácsi                                      |                                      | Pakisztán                   |
| Lahor                                      |                                      | Pakisztán                   |
| Lajalpur                                   |                                      | Pakisztán                   |
| Lakaband                                   |                                      | Pakisztán                   |
| Lakki                                      |                                      | Pakisztán                   |
| Lalámusza                                  |                                      | Pakisztán                   |
| Landik                                     |                                      | Pakisztán                   |
| Larkána                                    |                                      | Pakisztán                   |
| Leja                                       |                                      | Pakisztán                   |
| Lodhran                                    |                                      | Pakisztán                   |
| Loralaj                                    |                                      | Pakisztán                   |
| Mailszi                                    |                                      | Pakisztán                   |
| Malakand                                   |                                      | Pakisztán                   |
| Málakvál                                   |                                      | Pakisztán                   |
| Manzaj                                     |                                      | Pakisztán                   |
| Mardan                                     |                                      | Pakisztán                   |
| Maridra                                    |                                      | Pakisztán                   |
| Mari-Indus                                 |                                      | Pakisztán                   |
| Marot                                      |                                      | Pakisztán                   |
| Masztudzs                                  |                                      | Pakisztán                   |
| Másztung                                   |                                      | Pakisztán                   |
| Mehtar                                     |                                      | Pakisztán                   |
| Mianváli                                   |                                      | Pakisztán                   |
| Mincsinábád                                |                                      | Pakisztán                   |
| Mínváli                                    |                                      | Pakisztán                   |
| Mirámsáh                                   |                                      | Pakisztán                   |
| Mírpurhász                                 |                                      | Pakisztán                   |
| Mithi                                      |                                      | Pakisztán                   |
| Mohendzsodáro                              |                                      | Pakisztán                   |
| Moro                                       |                                      | Pakisztán                   |
| Multán                                     |                                      | Pakisztán                   |
| Murga-Kibzaj                               |                                      | Pakisztán                   |
| Murri                                      |                                      | Pakisztán                   |
| Nausera                                    |                                      | Pakisztán                   |
| Navábsah                                   |                                      | Pakisztán                   |
| Navakot                                    |                                      | Pakisztán                   |
| Nokkundi                                   |                                      | Pakisztán                   |
| Nuski                                      |                                      | Pakisztán                   |
| Nuttal                                     |                                      | Pakisztán                   |
| Okara                                      |                                      | Pakisztán                   |
| Ormara                                     |                                      | Pakisztán                   |
| Pákpattan                                  |                                      | Pakisztán                   |
| Pandzsgur                                  |                                      | Pakisztán                   |
| Paracsinar                                 |                                      | Pakisztán                   |
| Paszni                                     |                                      | Pakisztán                   |
| Pesavar                                    |                                      | Pakisztán                   |
| Pezu                                       |                                      | Pakisztán                   |
| Pindigéb                                   |                                      | Pakisztán                   |
| Pisin                                      |                                      | Pakisztán                   |
| Rádzsanpur                                 |                                      | Pakisztán                   |
| Ravalpindi                                 |                                      | Pakisztán                   |
| Razmak                                     |                                      | Pakisztán                   |
| Rori                                       |                                      | Pakisztán                   |
| Sáhbandar                                  |                                      | Pakisztán                   |
| Sáhdádkot                                  |                                      | Pakisztán                   |
| Sehupura                                   |                                      | Pakisztán                   |
| Sikárpur                                   |                                      | Pakisztán                   |
| Súdzsaábád                                 |                                      | Pakisztán                   |
| Szahival                                   |                                      | Pakisztán                   |
| Szaidu                                     |                                      | Pakisztán                   |
| Szaindák                                   |                                      | Pakisztán                   |
| Szakan-Kalat                               |                                      | Pakisztán                   |
| Szargodha                                  |                                      | Pakisztán                   |
| Szibi                                      |                                      | Pakisztán                   |
| Szijalkot                                  |                                      | Pakisztán                   |
| Szonmani                                   |                                      | Pakisztán                   |
| Szuj                                       |                                      | Pakisztán                   |
| Szukkúr                                    |                                      | Pakisztán                   |
| Szuntszar                                  |                                      | Pakisztán                   |
| Szuráb                                     |                                      | Pakisztán                   |
| Szúrtánáhu                                 |                                      | Pakisztán                   |
| Tákot                                      |                                      | Pakisztán                   |
| Talhar                                     |                                      | Pakisztán                   |
| Tánk                                       |                                      | Pakisztán                   |
| Taunsza                                    |                                      | Pakisztán                   |
| Turbat                                     |                                      | Pakisztán                   |
| Uthal                                      |                                      | Pakisztán                   |
| Vana                                       |                                      | Pakisztán                   |
| Vazirábád                                  |                                      | Pakisztán                   |
| Ziarat                                     |                                      | Pakisztán                   |
| Ahmadpur                                   |                                      | Pakisztán                   |
| Anurádhápura                               |                                      | Srí Lanka                   |
| Arippu                                     |                                      | Srí Lanka                   |
| Badalla                                    |                                      | Srí Lanka                   |
| Kolombó (Colombo)                          |                                      | Srí Lanka                   |
| Csénkaládi                                 |                                      | Srí Lanka                   |
| Cshenkaladi                                |                                      | Srí Lanka                   |
| Cshilau                                    |                                      | Srí Lanka                   |
| Csiláva (volt: Chilaw)                     |                                      | Srí Lanka                   |
| Déhivála                                   |                                      | Srí Lanka                   |
| Galgamuva                                  |                                      | Srí Lanka                   |
| Galli                                      |                                      | Srí Lanka                   |
| Habarana                                   |                                      | Srí Lanka                   |
| Hambantota                                 |                                      | Srí Lanka                   |
| Hikkáduva                                  |                                      | Srí Lanka                   |
| Jázspánam ma: Jaffna                       |                                      | Srí Lanka                   |
| Kalmunai                                   |                                      | Srí Lanka                   |
| Kalpitija                                  |                                      | Srí Lanka                   |
| Kankeszanturádzs                           |                                      | Srí Lanka                   |
| Kataragama                                 |                                      | Srí Lanka                   |
| Kattankudi                                 |                                      | Srí Lanka                   |
| Kolonna                                    |                                      | Srí Lanka                   |
| Kuccsaveli                                 |                                      | Srí Lanka                   |
| Kurunégala                                 |                                      | Srí Lanka                   |
| Mankulam                                   |                                      | Srí Lanka                   |
| Mannar                                     |                                      | Srí Lanka                   |
| Mátale                                     |                                      | Srí Lanka                   |
| Matara                                     |                                      | Srí Lanka                   |
| Medavaccsija                               |                                      | Srí Lanka                   |
| Moratuva                                   |                                      | Srí Lanka                   |
| Mullaitívu                                 |                                      | Srí Lanka                   |
| Nandal                                     |                                      | Srí Lanka                   |
| Negombo                                    |                                      | Srí Lanka                   |
| Nuvarelija                                 |                                      | Srí Lanka                   |
| Opanake                                    |                                      | Srí Lanka                   |
| Pallai                                     |                                      | Srí Lanka                   |
| Panadur                                    |                                      | Srí Lanka                   |
| Paniccsankéni                              |                                      | Srí Lanka                   |
| Paranthan                                  |                                      | Srí Lanka                   |
| Pottuvil                                   |                                      | Srí Lanka                   |
| Puttalam                                   |                                      | Srí Lanka                   |
| Ratnapura                                  |                                      | Srí Lanka                   |
| Talaimannar                                |                                      | Srí Lanka                   |
| Talpe                                      |                                      | Srí Lanka                   |
| Tangalla                                   |                                      | Srí Lanka                   |
| Tiszamaháráma                              |                                      | Srí Lanka                   |
| Trincsomali                                |                                      | Srí Lanka                   |
| Vavanija                                   |                                      | Srí Lanka                   |
| Jaffna vö: Jázspánam                       |                                      | Srí Lanka                   |